# Torry Holt
Torrance "Torry" Jabar Holt (5 de junho de 1976, Gibsonville, Carolina do Norte) é um ex-jogador de futebol americano estadunidense que atuava como wide receiver. Ele foi draftado pelo St. Louis Rams na primeira rodada do Draft de 1999 da NFL, jogando por dez anos pelo time. Holt jogou futebol americano universitário pela Universidade Estadual da Carolina do Norte.
Holt também jogogu pelo Jacksonville Jaguars e pelo New England Patriots.

## Carreira profissional

### St. Louis Rams
Holt foi escolhido na sexta rodada do Draft de 1999 da NFL pelo St. Louis Rams. Em 23 de julho de 1999, Holt assinou um contrato de cinco anos US$10 milhões, incluindo um bonos de US$5.4 milhões, com os Rams. Em seu primeiro ano ele conseguiu 53 recepções somando 788 jardas e mais seis touchdowns. Naquela temporada, o Rams foi campeão do Super Bowl XXXIV.
A partir da temporada de 2000, Holt alcançou a marca de 1 300 jardas em cada temporada até 2005. Ele é o único recebedor na história da NFL a ter seis temporadas consecutivas com 1 300 jardas recebidas. Essa sequência foi interrompida em 2006, devido a uma contusão e também pela adição de novos recebedores ao time.
A carreira de Holt inclui sete Pro Bowls (2000, 2001, 2003–2007) incluindo cinco de forma consecutiva, 74 touchdowns com 446 pontos (incluindo conversões de dois pontos) e 920 recepções. Ele está entre os dez melhores em termos de jardas, touchdowns e recepções, e foi lider na liga nessas categorias entre 2003 e 2007.  Holt também liderou a liga em jardas em duas outras ocasiões (2000, 2003) e também em recepções (2003). Ele é o décimo na lista da NFL em jardas e 11º em recepções.
Antes da temporada de 2003, Holt assinou um acordo de 7 anos valendo US$42 milhões que incluiam US$12.5 milhões de bônus. Holt liderou a NFL em recepções em 2003 depois de também ter liderado a liga em jardas em 2000 e 2003. Ele foi nomeado First-team All-Pro em 2003 e Second-team em 2006. Em 15 de outubro de 2006, Holt se tornou o jogador que alcançou mais rápido a marca de 10 000 jardas na história da NFL, à época.
Seu pedido para ser liberado pelo time foi aceito pelos Rams em 13 de março de 2009. Holt terminou sua carreira de 10 anos com os Rams começando 147 de 158 jogos, com 869 recepções para 12 660 jardas e 74 touchdowns.

### Jacksonville Jaguars
Holt assinou com o Jacksonville Jaguars em 20 de abril de 2009, por três anos valendo US$20 milhões. Holt fez 51 recepções, mas pela primeira vez na carreira não marcou um touchdown em uma temporada. Holt acabou sendo dispensado em 11 de fevereiro de 2010, ganhando US$3.45 milhões dos US$20 milhões acertados anteriormente.

### New England Patriots
Em 20 de abril de 2010, Holt assinou contrato de um ano por US$1.7 milhões com o New England Patriots. Ele acabou sendo colocado no injured reserve em 15 de agosto de 2010 depois de uma contusão no joelho. Ele foi dispensado pelo time em 17 de agosto.

#### Aposentadoria
Em 20 de novembro de 2010 durante uma transmissão do Raycom Sports, o reporter Mike Hogewood conduziu uma entrevista com Holt que anunciou sua aposentadoria. Desde então, Holt tem trabalhado como analista de futebol americano para a Fox Sports.

## Estatísticas
| Temporada | Time     | Jogos | Recepções | Recepções | Recepções | Recepções | Recepções | Fumbles | Fumbles |
| Temporada | Time     | J     | Rec       | Jardas    | Média     | Lng       | TD        | Fum     | Perdido |
| --------- | -------- | ----- | --------- | --------- | --------- | --------- | --------- | ------- | ------- |
| 1999      | STL      | 16    | 52        | 788       | 15,2      | 63        | 6         | 3       | 2       |
| 2000      | STL      | 16    | 82        | 1 635     | 19,9      | 85        | 6         | 2       | 2       |
| 2001      | STL      | 16    | 81        | 1 363     | 16,8      | 51        | 7         | 2       | 0       |
| 2002      | STL      | 16    | 91        | 1 302     | 14,3      | 58        | 4         | 1       | 1       |
| 2003      | STL      | 16    | 117       | 1 696     | 14,5      | 48        | 12        | 1       | 0       |
| 2004      | STL      | 16    | 94        | 1 372     | 14,6      | 75        | 10        | 3       | 1       |
| 2005      | STL      | 14    | 102       | 1 331     | 13,0      | 44        | 9         | 2       | 1       |
| 2006      | STL      | 16    | 93        | 1 188     | 12,8      | 67        | 10        | 2       | 1       |
| 2007      | STL      | 16    | 93        | 1 189     | 12,8      | 40        | 7         | 2       | 1       |
| 2008      | STL      | 16    | 64        | 796       | 12,4      | 45        | 3         | 0       | 0       |
| 2009      | JAX      | 15    | 51        | 722       | 14,2      | 63        | 0         | 1       | 1       |
| Carreira  | Carreira | 173   | 920       | 13 382    | 14,5      | 85        | 74        | 19      | 10      |

## Recordes
- Maior número de temporadas seguidas com pelo menos 1 300 jardas através de recepção (6).
- Maior número de temporadas seguidas com mais de 90 recepções (6).
- Torry Holt e Marvin Harrison são os únicos recebedores que alcançaram a marca de 1 600 em duas temporadas seguidas.
- Melhor marca de jardas por recepção em um jogo na história (mais de 3 recepções) com 63.00, em 24 de setembro de 2000.
- Melhor marca da NFL de 2000 a 2008 com 817 recepções para 11 872 jardas e 562 first downs durante esse período.
- Alcançou a marca de 10 000 jardas (116 jogos) e 11 000 jardas (130 jogos) mais rápido do que qualquer outro jogador
- Recorde para um rookie (novato) de recepções (7) em um Super Bowl e também de jardas recebidas (109) em 1999
- Top 10 em jardas recebidas.
- Maior número de recepções em uma década (868, 2000–2009).
- Maior número de jardas recebidas em uma década (12,594, 2000–2009).